# استیگلر (اکلاهما)
استیگلر(به انگلیسی: Stigler) شهری در ایالت اکلاهما کشور ایالات متحده آمریکا است که جمعیت آن در سرشماری سال ۲۰۱۰ میلادی، ۲٬۶۸۵ نفر بوده‌است.